# Shusaku Nishikawa
Shusaku Nishikawa (Oita, 18. lipnja 1986.) japanski je nogometaš.

## Klupska karijera
Igrao je za klubove među kojima su: Oita Trinita, Sanfrecce Hiroshima i Urawa Reds.

## Reprezentativna karijera
Za japansku reprezentaciju igrao je od 2009. godine. Za japansku reprezentaciju odigrao je 23 utakmica.
S japanskom reprezentacijom Shusaku Nishikawa igrao je na jednom svjetskom prvenstvu (2014.) dok je 2011. s Japanom osvojio AFC Azijski kup.

## Statistika
| Japan  | Japan | Japan |
| Godina | Nas.  | Gol.  |
| ------ | ----- | ----- |
| 2009.  | 1     | 0     |
| 2010.  | 2     | 0     |
| 2011.  | 4     | 0     |
| 2012.  | 1     | 0     |
| 2013.  | 4     | 0     |
| 2014.  | 3     | 0     |
| 2015.  | 8     | 0     |
| Ukupno | 23    | 0     |

## Vanjske poveznice
- National Football Teams